# シーザー・カルディーニ
シーザー・カルディーニ（Caesar Cardini、1896年2月24日 - 1956年11月3日）は、イタリア生まれのアメリカ・メキシコの料理人、レストラン経営者である。ティフアナで経営していたレストラン・シーザーズで提供したサラダが、シーザーサラダとして世界中に広まった。イタリア語でチェーザレ・カルディニ(Cesare Cardini)、スペイン語でセサル・カルディーニ(César Cardini)とも呼ばれる。

## 生涯
カルディーニは、イタリア北部マッジョーレ湖湖畔のバヴェーノでチェーザレ・カルディニとして生まれた。カルディーニは8人兄弟であり、そのうちチェーザレを含む4人がアメリカ大陸に渡った。ネレオはカリフォルニア州サンタクルズのカジノの近くに小さなホテルを開業した。アレッサンドロとガウデンツィオはメキシコシティでレストランを開いた。アレッサンドロはアメリカではアレックスと呼ばれ、チェーザレのビジネスパートナーだった。
カルディーニは1913年5月1日に客船「オリンピック」でニューヨーク港に到着し、エリス島で入国検査を受けた後、モントリオール行の列車に乗った。その後、一旦イタリアに戻った後、1919年に再度渡米した。ビジネスパートナーのウィリアム・ブラウンとともにサクラメントでレストランを経営し、その後サンディエゴに移った。そして、禁酒法によりアメリカ国内で酒の販売ができないことから、アメリカとの国境に接したメキシコの街ティフアナにレストランを開いた。
1924年8月27日、カリフォルニア州サンタアナでミュージシャンのカミーユ・D・スタンプと結婚した。カミーユとの間にはローザ・マリア・カルディーニ（1928-2003）という娘がいた。
1924年にカルディーニはシーザーサラダを考案した。当時、禁酒法で酒を合法的に入手できなかったカリフォルニア在住のアメリカ人は、国境を超えてティフアナへ行き、カルディーニのレストランを利用していた。娘のローザが1987年に語ったところによれば、1924年7月4日、捌ききれないほどの大量の客が店に来たため、カルディーニは残っていた材料を使って即興でサラダを作ることにし、客に楽しんでもらうために客席の真ん中に材料を並べて調理を行ったという。このサラダは、ハリウッドのセレブリティの間ですぐに流行した。1929年頃、カルディーニは店の数ブロック先にホテルを建てた。このホテルは「ホテル・シーザーズ」として現存している。
1933年に禁酒法が廃止され、さらにメキシコ政府がギャンブル禁止令を制定したことで、ティフアナを訪れるアメリカ人は激減した。1936年、カルディーニはメキシコでの事業をやめ、サンディエゴに戻ってシーザー・カルディーニ・カフェを開業した。その他にも、周辺の街にレストランやホテルを開業した。
1938年頃に一家でロサンゼルスに移り、自身の名を冠したサラダドレッシングの製造・販売を開始した。1956年11月3日、ロサンゼルスの自宅で脳卒中を発症し、搬送先のグッドサマリタン病院で死去した。遺体はイングルウッド・パーク墓地に埋葬された。経営していたシーザー・カルディーニ・フーズ社は娘のローザが継承した。後に「シーザー・カルディーニ」のブランドは売却され、現在はT・マルゼッティのサラダドレッシング製造子会社が保有している。同社は、12種類以上のカルディーニのオリジナルレシピのドレッシングを今も提供している。

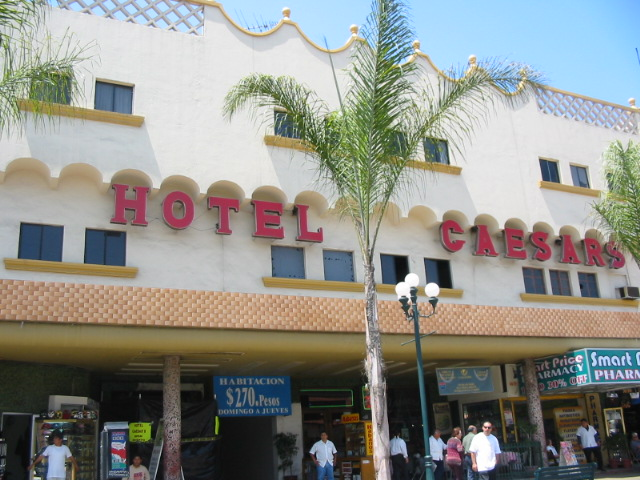
現在の「ホテル・シーザーズ」（2000年頃）

ティフアナの「ホテル・シーザーズ」のレストランでは、「オリジナル・シーザーズ・サラダ」が提供されている。